# 1909 ve fotografii

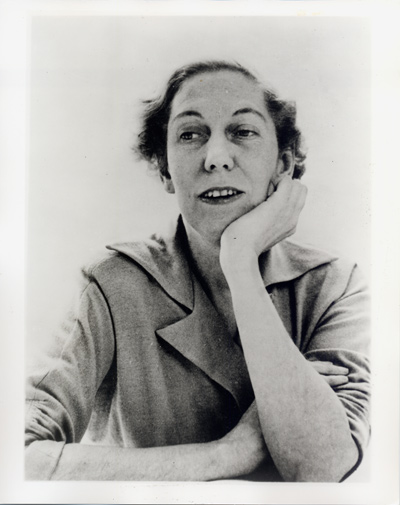
Dne 13. dubna se narodila Eudora Welty, americká spisovatelka a fotografka

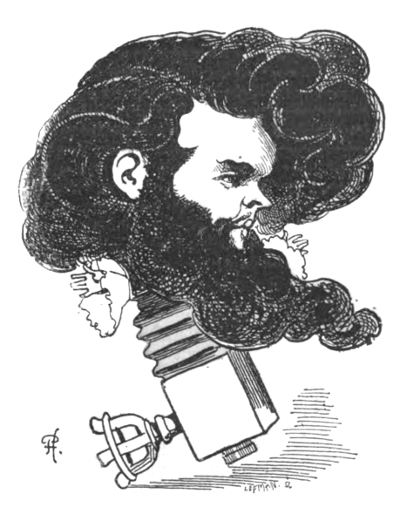
Pierre Petit v roce 1909 zemřel

Tento článek obsahuje významné fotografické události v roce 1909.

## Události
- Alvin Langdon Coburn vydal ručně tištěnou fotografickou publikaci London (1909).[1]
- Sergej Prokudin-Gorskij byl pověřen ruským carem Mikulášem II., aby začal pořizovat dokumentární barevné fotografie říše.

## Narození v roce 1909
- 1. ledna – Sylwester Braun, polský fotograf a voják známý svými fotografiemi Varšavského povstání († 9. února 1996)
- 4. ledna – Karl Theodor Gremmler, německý fotograf, který působil především v Brémách a Berlíně, styl Neues Sehen († 11. června 1941)
- 28. ledna – Geoff Charles, velšský fotožurnalista († 7. března 2002)
- 8. února – Maria Eisner, americká fotografka († 8. března 1991)
- 27. února – Marcel Thomas, francouzský fotograf († 19. srpna 2000)
- 28. února – Šigeru Tamura, japonský fotograf († 16. prosince 1987)
- 28. března – Gabriel-Sébastien Simonet, francouzský malíř, sochař a fotograf († 2. července 1990)
- 10. dubna – Olga Alexandrovna Lander, sovětská fotografka († 19. září 1996)
- 13. dubna – Eudora Welty, americká spisovatelka a fotografka († 23. července 2001)
- 22. dubna – Tadeusz Bukowski, polský fotograf, fotoreportér fotografického oddělení Úřadu pro informace a propagandu Zemské armády († 21. listopadu 1980)
- 22. května – Agustí Centelles, španělský fotograf († 1. prosince 1985)
- 9. června – Fritz Henle, americký fotograf († 31. ledna 1993)
- 9. června – Julian-Jurij Omeljanovyč Doroš, ukrajinský fotograf a průkopník ukrajinské kinematografie († 20. července 1982)
- 16. června – Alexandr Vasiljevič Ustinov, sovětský fotograf a fotožurnalista († 8. února 1995)
- 9. září – Pierre Jahan, francouzský fotograf († 21. února 2003)
- 22. října – Fritz Kempe, německý fotograf († 27. prosince 1988)
- 25. října – Ken Domon, japonský fotograf († 15. září 1990)
- 13. listopadu – Ralph Stein, americký ilustrátor, fotograf, umělec a autor amerického komiksu († 27. listopadu 1994)
- 20. listopadu – Marianne Breslauer, německá fotografka, fotožurnalistka a průkopnice pouliční fotografie († 7. února 2001)
- 9. prosince – Marie Rossmanová, česká fotografka a herečka, studovala výtvarnou školu Bauhaus († 29. května 1983)
- 30. prosince – Milton Rogovin, americký fotograf († 18. ledna 2011)
- ? – Mieko Šiomi, japonská fotografka († 24. srpna 1984)
- ? – Boris Jevgeněvič Vdověnko, sovětský fotožurnalista († 1995)
- ? – Hacutaró Horiuči, japonský fotograf († 1986)
- ? – Charles Henry Douglas Clarke, kanadský lesník, zoolog a fotograf († 1981)
- ? – Evelyn Andrusová, kanadská fotografka a prezidentka Torontského Camera Clubu († 1972)
- ? – Willi Huttig, česko-německý fotograf a alpinista, vystavoval na výstavě Lidská rodina (28. března 1909 – 27. prosince 2001)
- ? – Irena Strzemieczna (1909–1993), výtvarnice a fotografka, členka lodžského okresu Svazu polských uměleckých fotografů, spoluzakladatelka a prezidentka správní rady delegace ZPAF v Lodži, členka Polské fotografické společnosti a spoluzakladatelka lodžské pobočky PFS (1909–1993)
- ? – Hansel Miethová, americká fotoreportérka německého původu, která pracovala v časopise Life. Je známá svými fotografiemi se sociální tematikou, které zachycovaly život amerických dělníků ve třicátých a čtyřicátých letech 20. století (9. dubna 1909 – 14. února 1998)

## Úmrtí v roce 1909
- 3. února – Valentin Wolfenstein, švédsko-americký fotograf (* 19. dubna 1845)
- 4. února – Charles Roscoe Savage, britský fotograf (* 16. srpna 1832)
- 16. února – Pierre Petit, francouzský litografik a portrétní fotograf (* 15. srpna 1832)
- 2. března – Alfred-Nicolas Normand, francouzský architekt a fotograf (* 1. června 1822)
- 5. dubna – Jane Shackletonová, irská fotografka průkopnice (* 30. ledna 1843)
- 5. srpna – Johan Thorsøe, všestranný dánský kreslíř, litograf a fotograf (* 29. října 1834)
- 22. srpna – Ferdinand Schmidt, německý fotograf (* 19. června 1840)
- 26. prosince – William Abner Eddy, americký novinář, fotograf a vynálezce (* 28. ledna 1850)
- ? – Eugène Pirou, francouzský portrétní fotograf a režisér (* 1841)
- ? – Per Adolf Thorén, norský fotograf (* 1830)
- ? – John Robert Parsons, irský fotograf (* 1825)
- ? – Richard Boursnell, britský spirituální fotograf (* 1832)